# Unity (Maine)
Unity és una concentració de població designada pel cens dels Estats Units a l'estat de Maine (EUA). Segons el cens del 2000 tenia 486 habitants.

## Demografia
Segons el cens del 2000, Unity tenia 486 habitants, 244 habitatges, i 112 famílies. La densitat de població era de 103,1 habitants/km².
Dels 244 habitatges en un 23,8% hi vivien nens de menys de 18 anys, en un 29,9% hi vivien parelles casades, en un 13,1% dones solteres, i en un 53,7% no eren unitats familiars. En el 42,6% dels habitatges hi vivien persones soles el 23,4% de les quals corresponia a persones de 65 anys o més que vivien soles. El nombre mitjà de persones vivint en cada habitatge era d'1,99 i el nombre mitjà de persones que vivien en cada família era de 2,74.
Per edats la població es repartia de la següent manera: un 21,6% tenia menys de 18 anys, un 15% entre 18 i 24, un 21,8% entre 25 i 44, un 18,9% de 45 a 60 i un 22,6% 65 anys o més.
L'edat mediana era de 36 anys. Per cada 100 dones de 18 o més anys hi havia 78 homes.
La renda mediana per habitatge era de 18.333 $ i la renda mediana per família de 30.417 $. Els homes tenien una renda mediana de 29.250 $ mentre que les dones 23.182 $. La renda per capita de la població era de 15.043 $. Entorn del 29,3% de les famílies i el 33,1% de la població estaven per davall del llindar de pobresa.